# Нантер
 Тази статия е за града във Франция.  За окръга вижте Нантер (окръг).  
Нантѐр (на френски: Nanterre) е град във Франция. Населението му е 94 258 жители (по данни от 1 януари 2016 г.), а площта 12,19 кв. км. Намира се на около 11 km западно от центъра на Париж.

## Жители по месторождение, 1999 г.
- Европейска Франция – 75,70%
- Отвъдморски департаменти и територии на Франция – 2,7%
- В чужди държави, но с френско гражданство по рождение – 2,8%
- Чужди жители, граждани на страни от ЕС – 3,9%
- Чужди жители, граждани на страни извън ЕС – 14,90%